# 駐臺美軍
駐台美軍，又稱駐華美軍，是第二次国共内战之後美軍在臺灣部署的兵力。1950年韓戰爆發至1979年中華民國與美國斷交為止，屬美軍部隊或單位正式派駐於中華民國台澎金馬，軍隊直屬於美國太平洋司令部的美軍協防台灣司令部（USTDC）及美國軍事援華顧問團（MAAG）所指揮，在戰時也可與中華民國國軍的國防部參謀本部聯合指揮，各軍種中以美国空军人員數量最多。1979年中華民國與美國斷交後，美軍結束在台駐軍編制。
2000年代起美軍以專案型式派員，2001年以「地面戰力評估」及2003年「陸威專案」等派遣現役軍人赴台活動。2021年起，美方的陸軍國民兵始少量派員常駐台灣，以輔訓國軍特戰部隊。2023年，美方派駐台灣人員成長至約200名現役教官常駐陸軍新訓中心及後備旅，到了2025年駐台聯合訓練團人數約成長至500名。

## 歷史

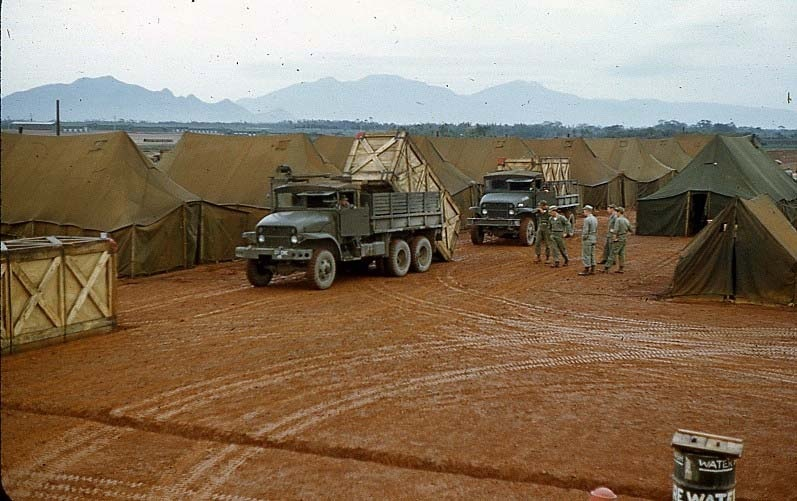
1955年3月，派駐在台北縣林口鄉樹林口通訊站（Shu LinKou Air Station）的美國陸軍第327通訊偵察連（327th Communications Reconnaissance Company）

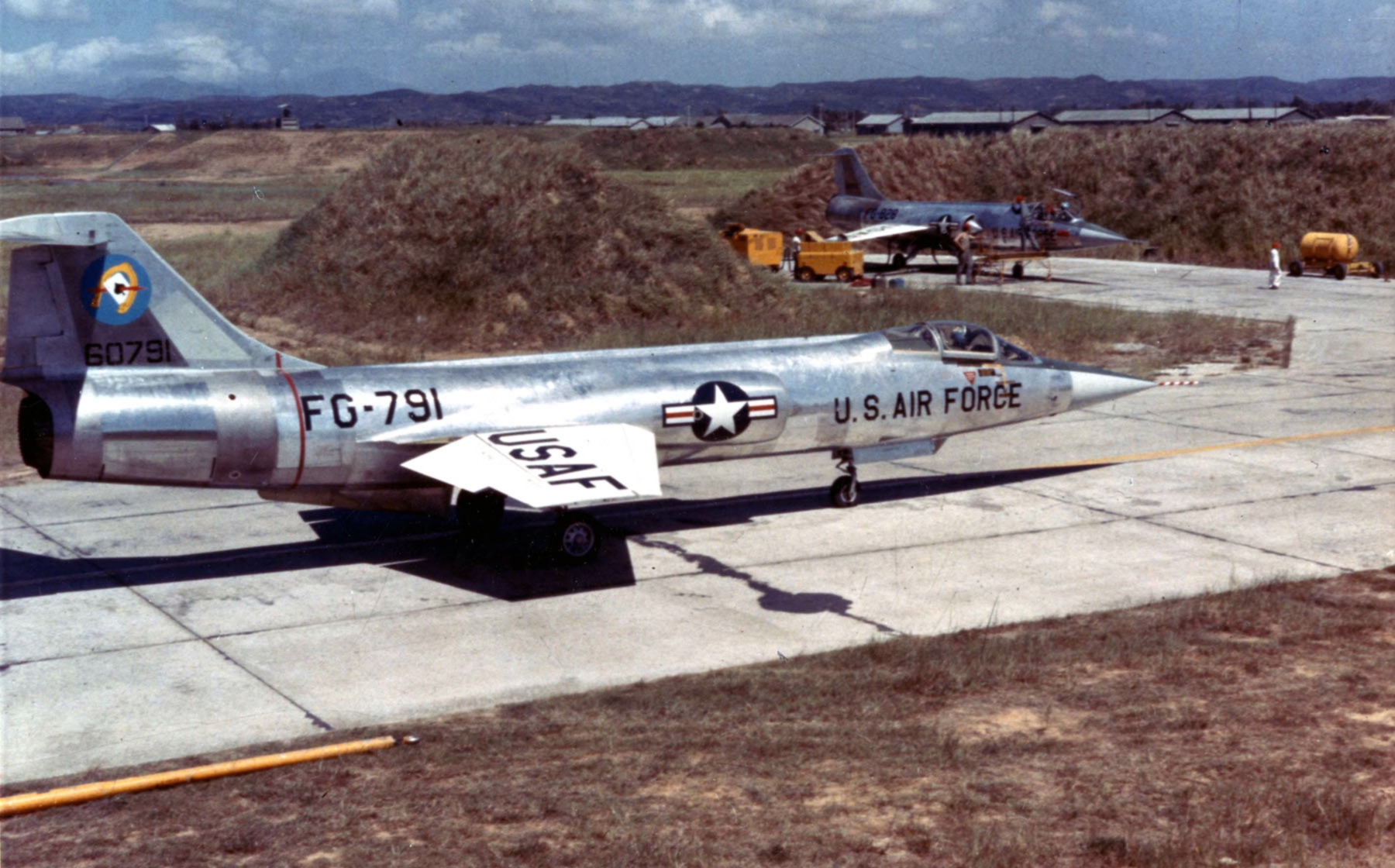
1958年9月15日，美國空軍83戰鬥攔截機中隊（83rd Fighter Interceptor Squadron）停放在桃園空軍基地，編號56-0791的洛克希德F-104A型戰鬥機

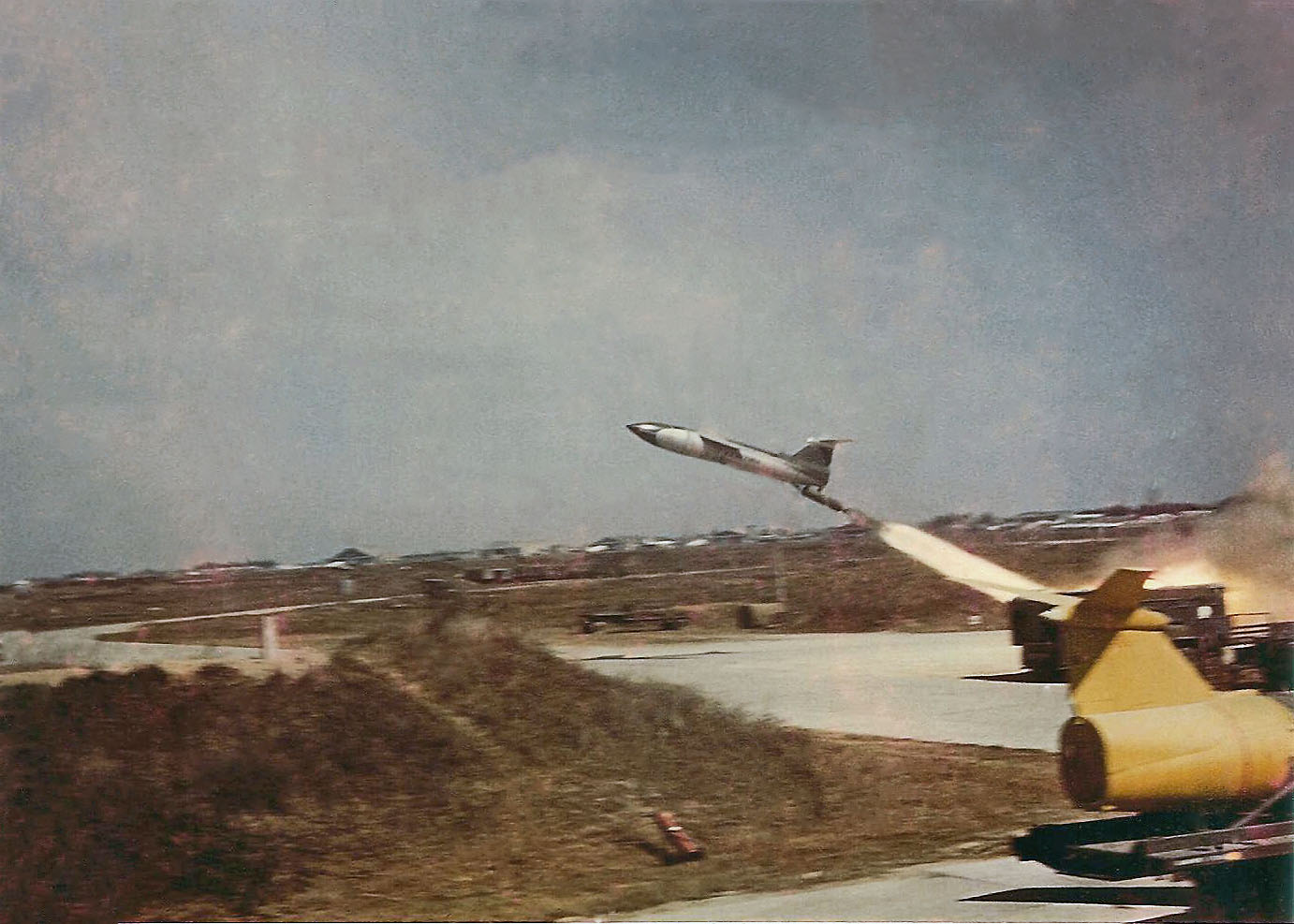
1959年，美國空軍第868戰術導彈中隊（868th Tactical Missile Squadron）於台南空軍基地試射TM-61C屠牛士地對地巡弋飛彈

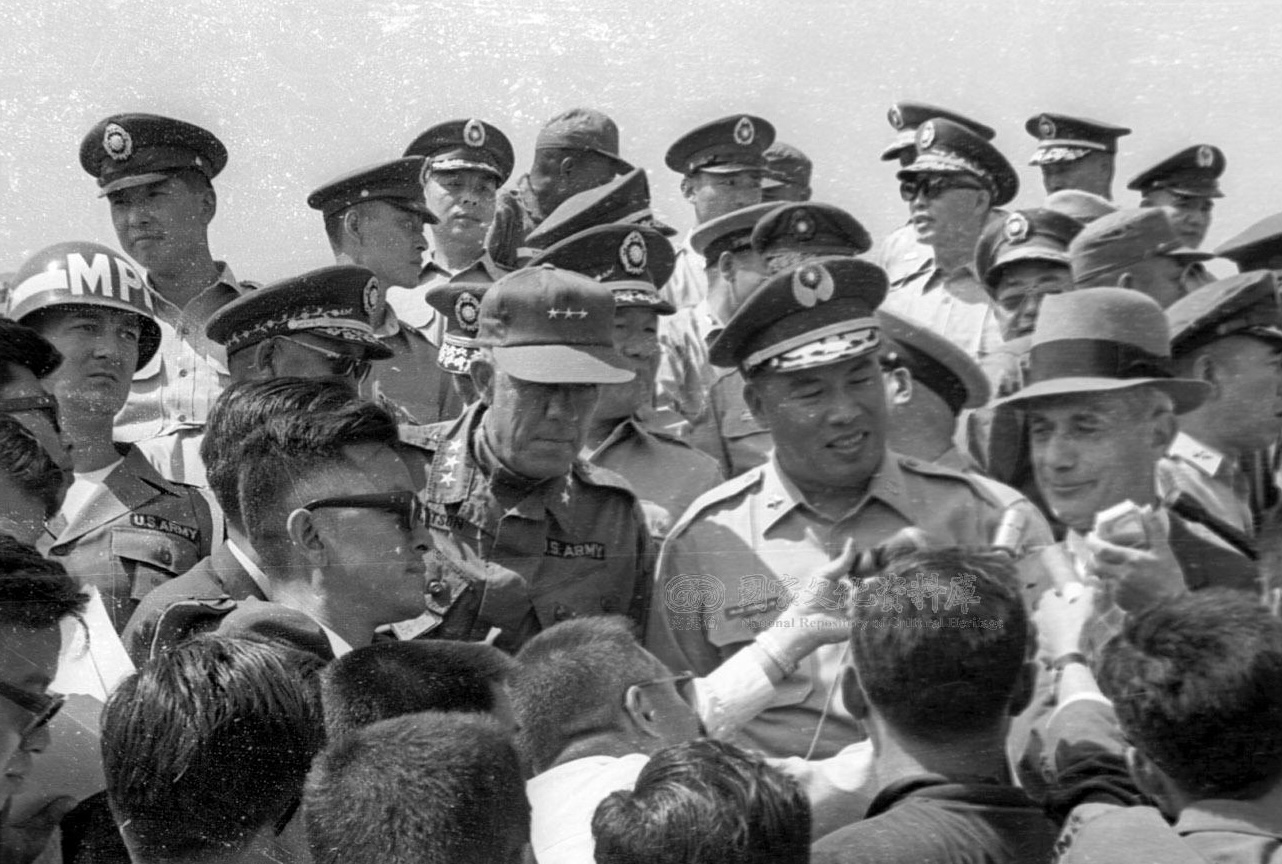
1964年10月27日，於台灣中部地區舉行中美聯合「天兵六號」的聯合演習中，觀禮台上的參謀總長彭孟緝上將（中右）及擔任空降演習統裁官的美國陸軍艾爾伯特·華生二世中將（中左），接受媒體採訪

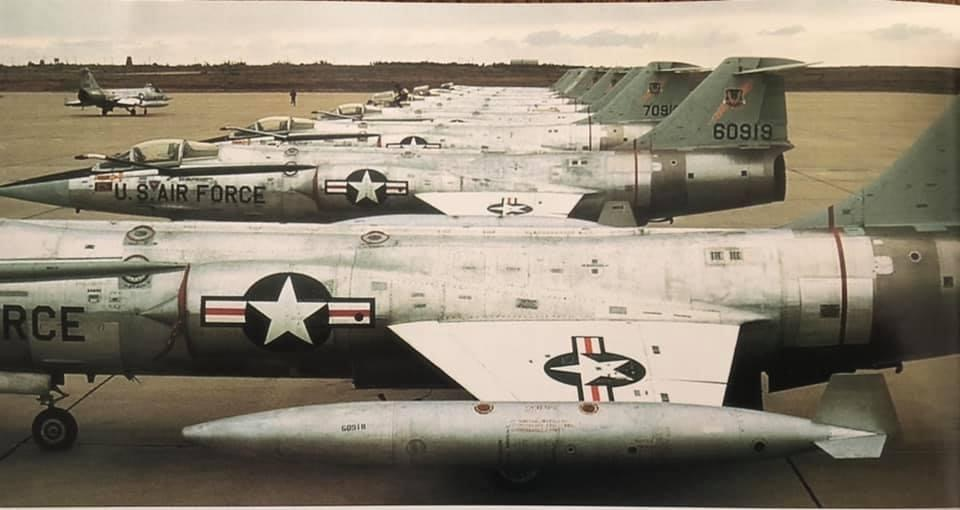
1965年4月，美國空軍第479戰術戰鬥機聯隊第434戰術戰鬥機中隊派駐台中清泉崗基地的F-104C戰鬥機

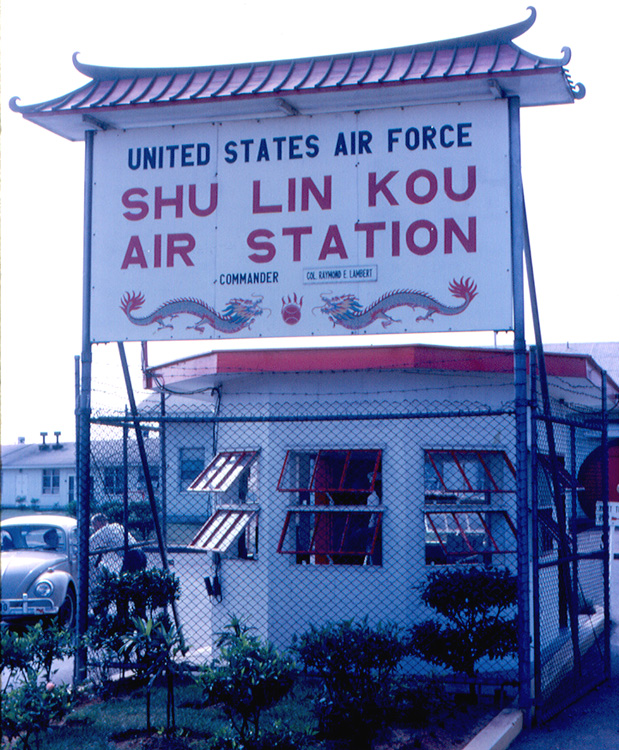
美國空軍樹林口通訊站（Shu Lin Kou Air Station）基地入口，攝於1967年

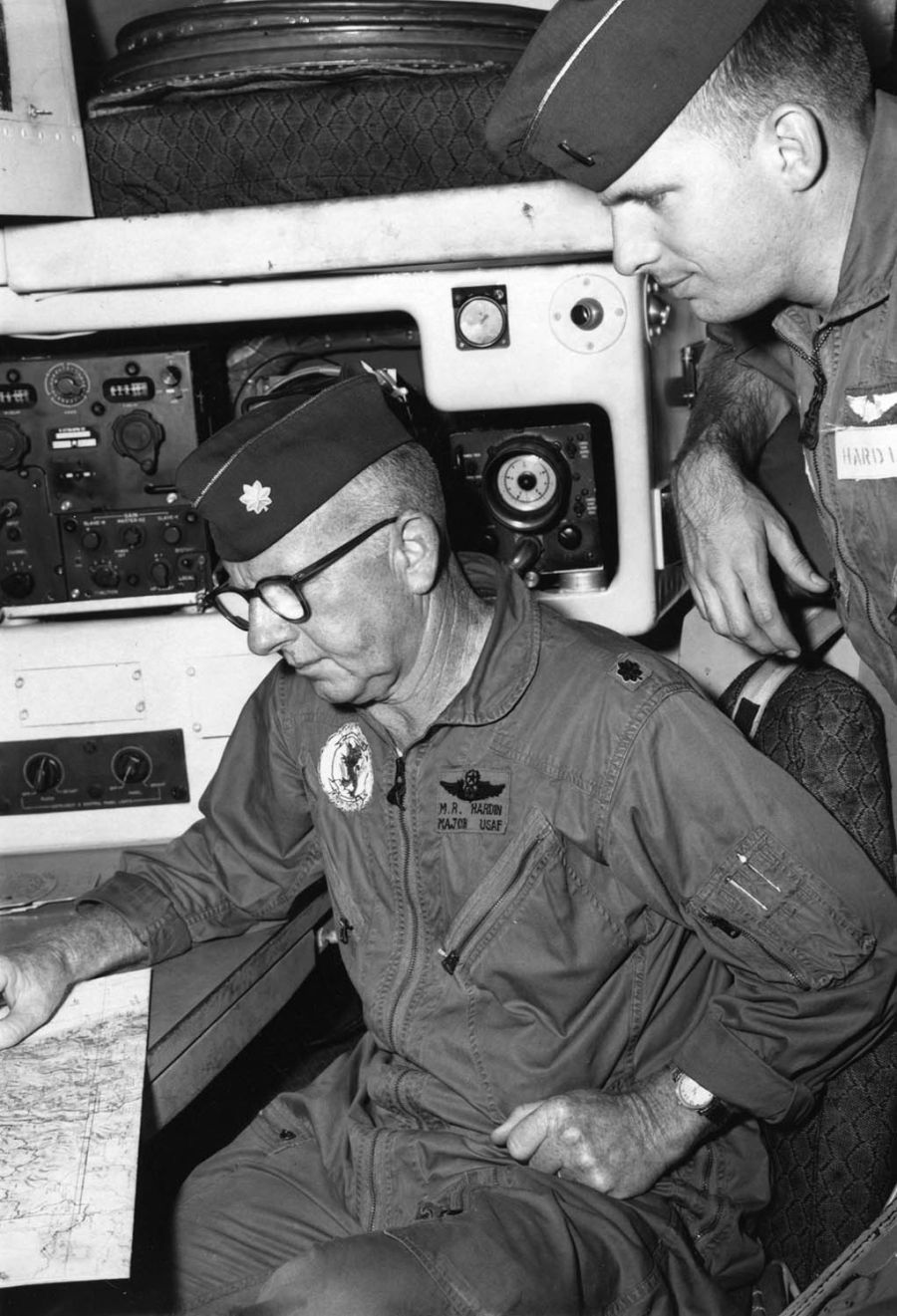
1969年5月，駐台美軍第314戰術空運聯隊（314th Tactical Airlift Wing）的梅爾文·哈丁少校（Maj. Melvin Hardin）和他的兒子唐納德·哈丁中尉（1st Lt. Donell Hardin）在清泉崗空軍基地上的C-130E力士運輸機繪製路線圖

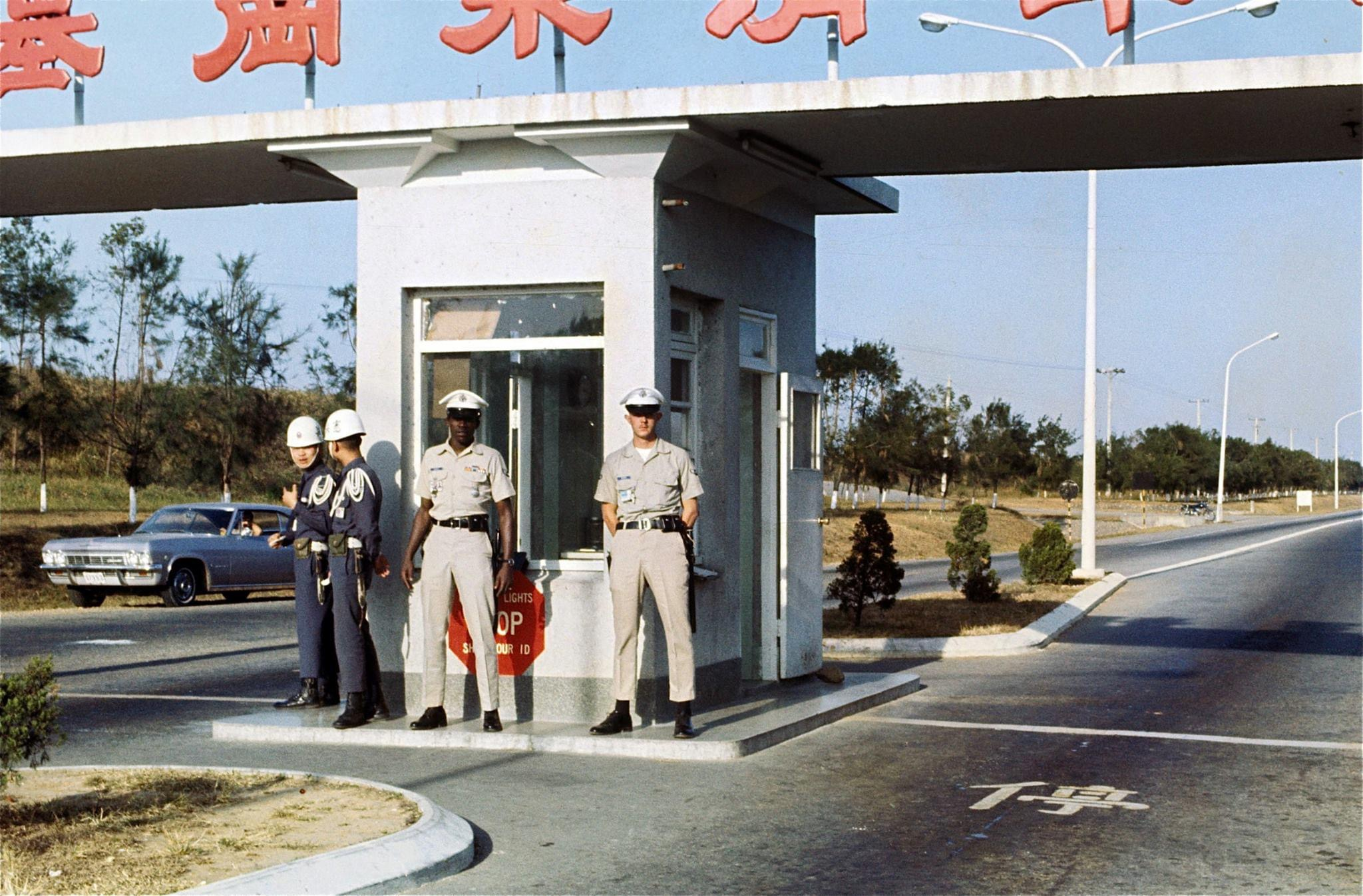
台中清泉崗空軍基地大門，美國空軍憲兵（右）與國軍空軍憲兵（左）的聯合衛哨，腰間均佩掛史密斯&威森軍警型轉輪手槍及警棍，攝於1969年

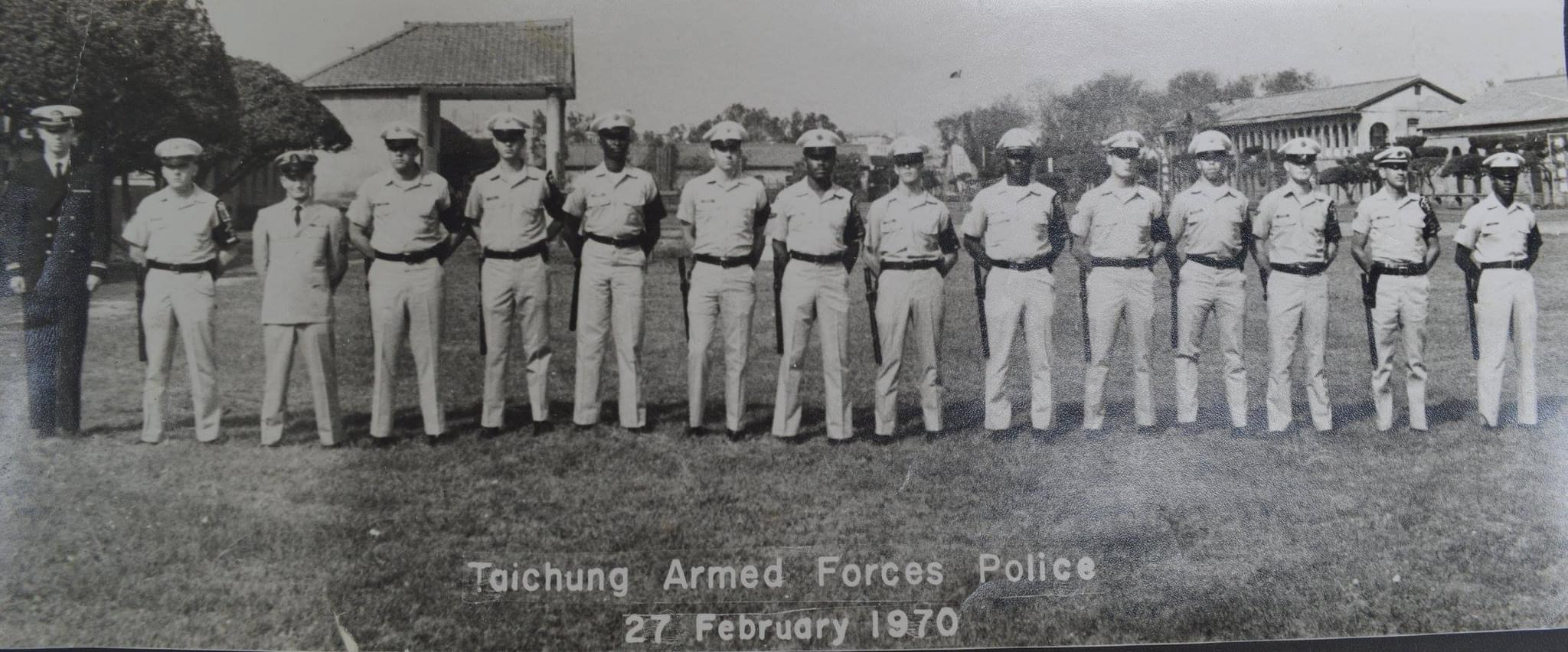
台中美軍憲兵隊（Taichung US Armed Forces Police）駐紮於台中市東區的美軍總部勤管司令部第3分處營區（HSA Detachment No.3 Compound），由美國空軍憲兵與美國海軍岸上巡邏隊（Navy Shore patrol）組成，任務為負責台中市的城鎮巡邏（town patrol），以協助維持治安，攝於1970年2月27日

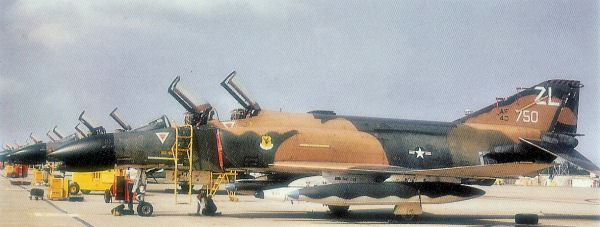
1973年10月2日，美國空軍第18戰術戰鬥機聯隊第44戰鬥機中隊派駐台中清泉崗基地的F-4C戰鬥機

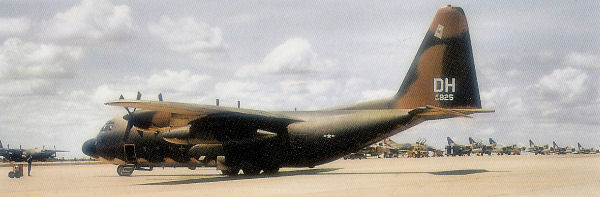
美國第五航空隊的美國空軍第374空運聯隊（374th TAW）之345戰術空運中隊派駐在台中清泉崗空軍基地的C-130E運輸機

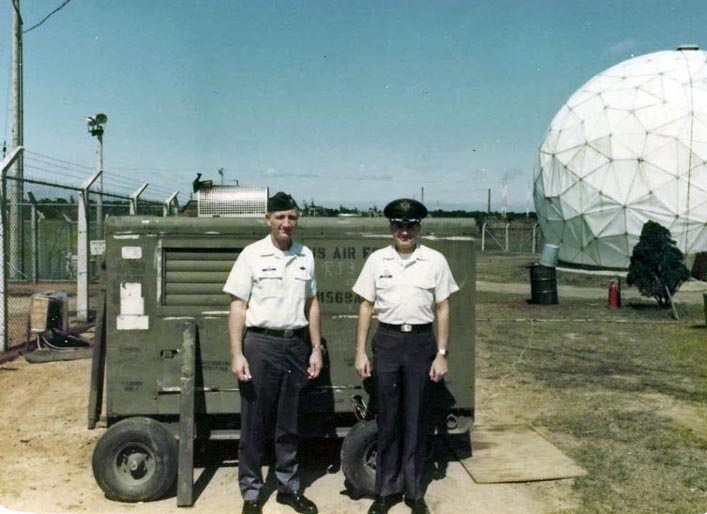
駐台美軍的樹林口通訊站（Shulinkou Air Station），第6987保安大隊（6987th Security Group）大隊長詹姆斯·卡特（Colonel James E. Kater）上校（左），及作戰指揮官（副大隊長）傑瑞米·伍徹（Lt. Colonel Jerome M. Wucher）中校（右），攝於1976年

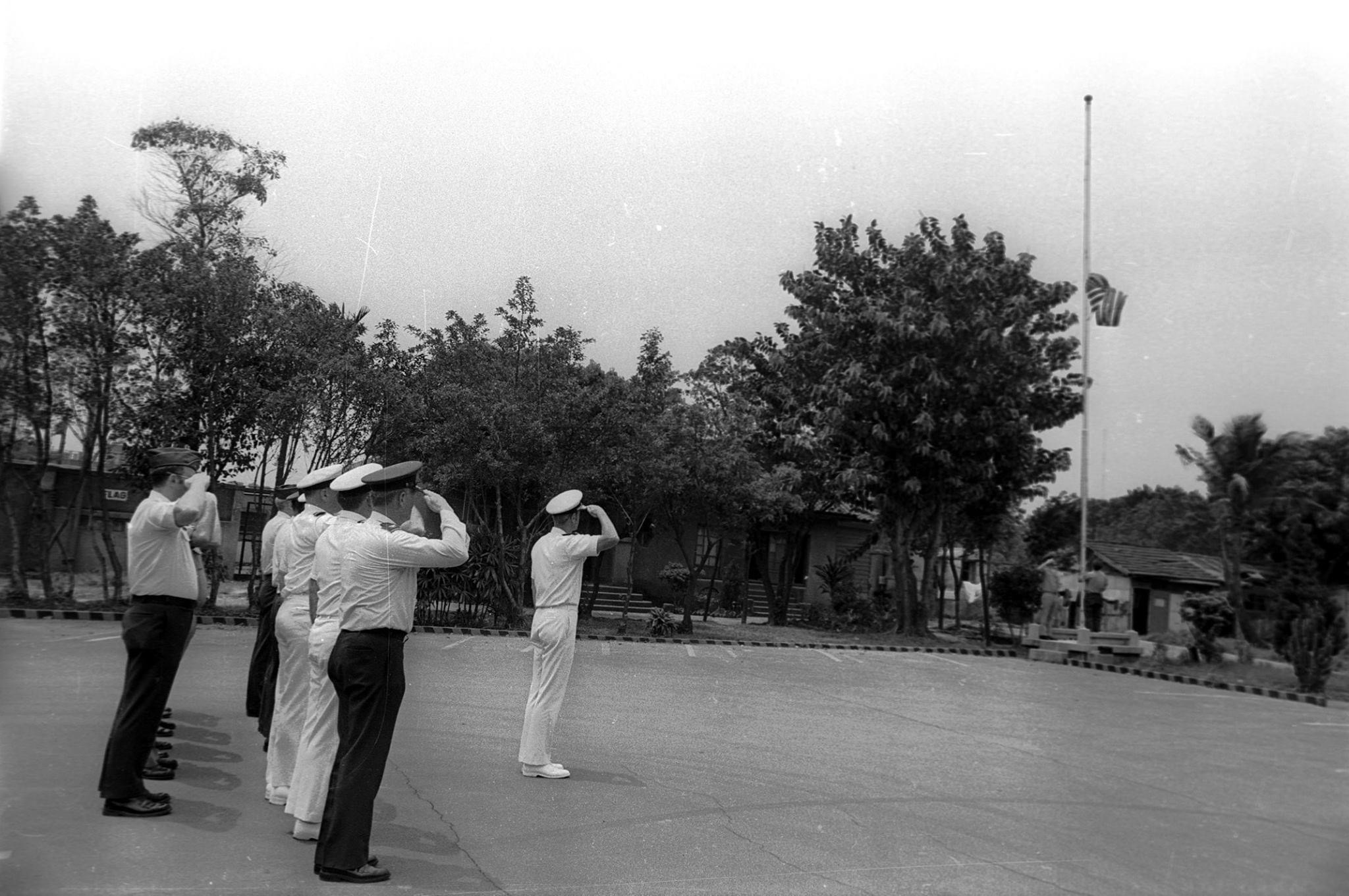
1979年4月28日，美軍協防司令林德少將主持美軍協防台灣司令部舉行最後一次降旗儀式，一支由駐台美國海空軍組成的軍官團參加，海軍陸戰隊上士班長吉麥可降下美國國旗

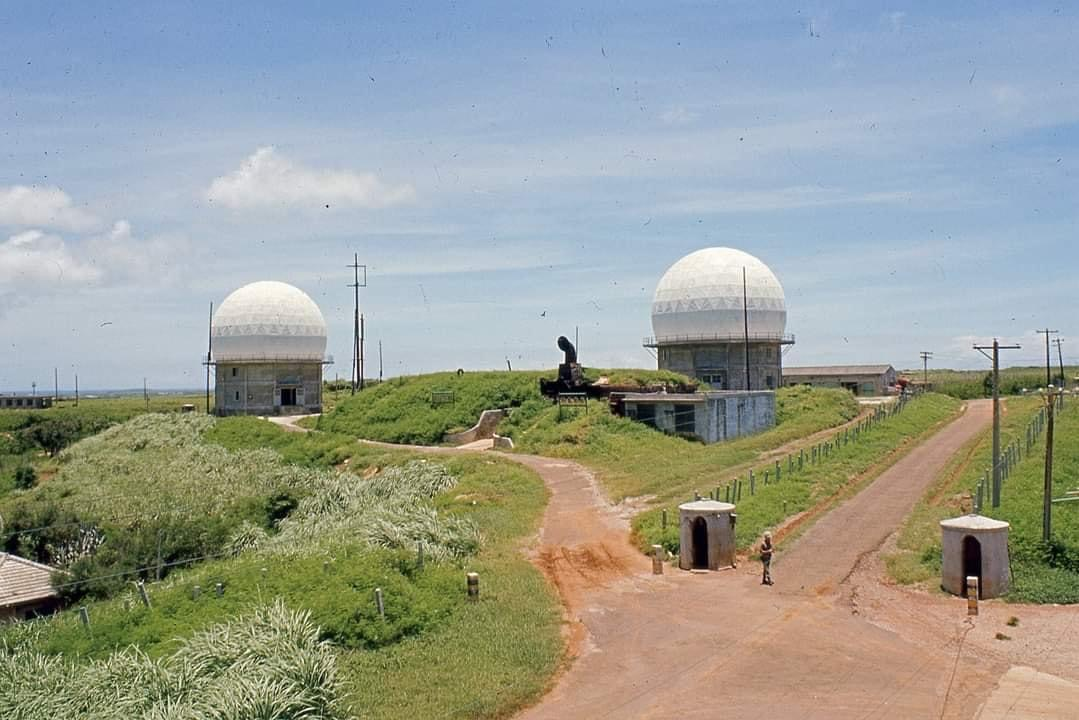
澎湖拱北山的空軍CRC戰管雷達站（AN/SPS-90），攝於1974年

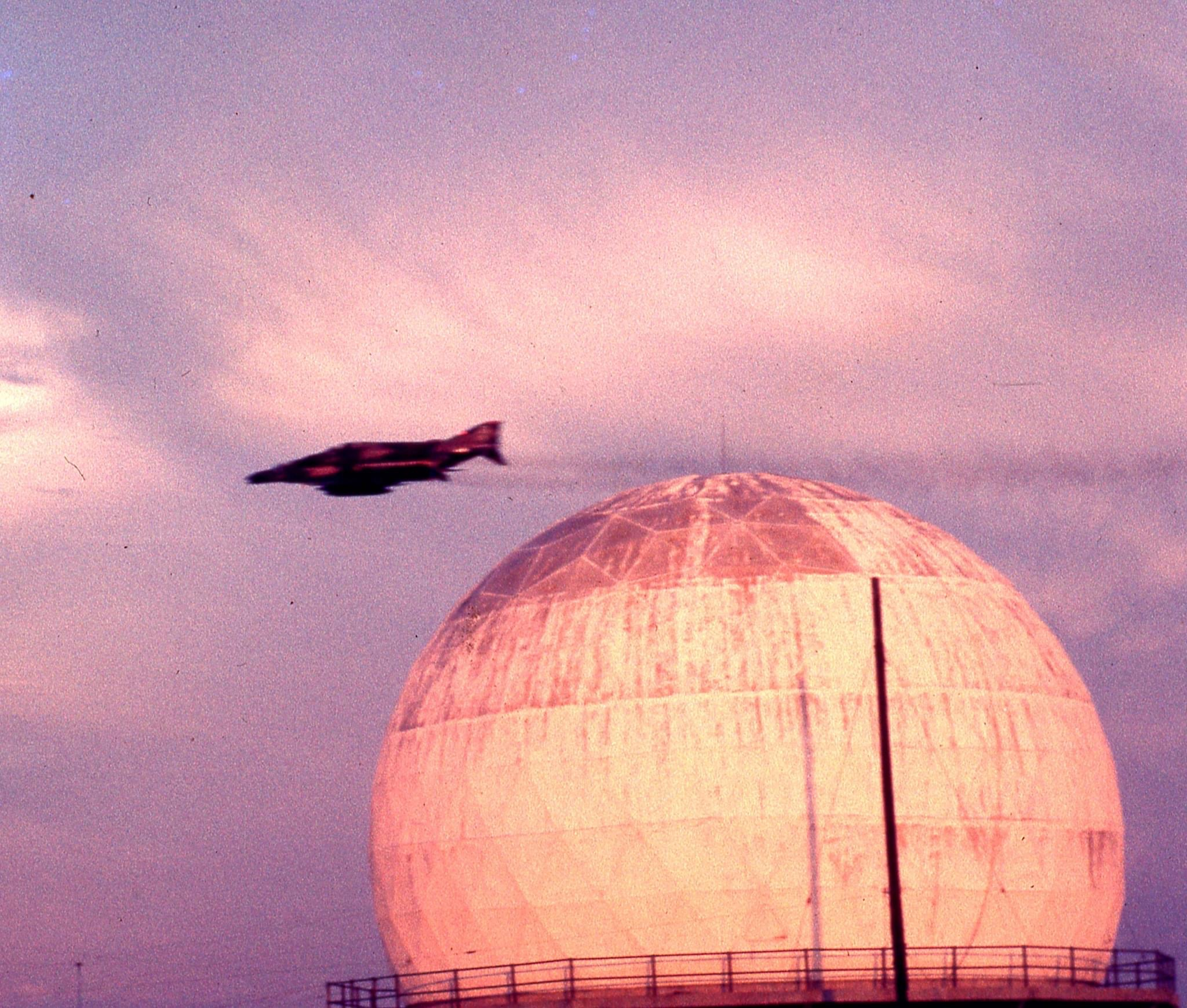
駐台美軍的F-4C幽靈II戰鬥機由台中清泉崗基地起飛後，於澎湖馬公空軍基地及拱北山雷達站衝場，攝於1974年

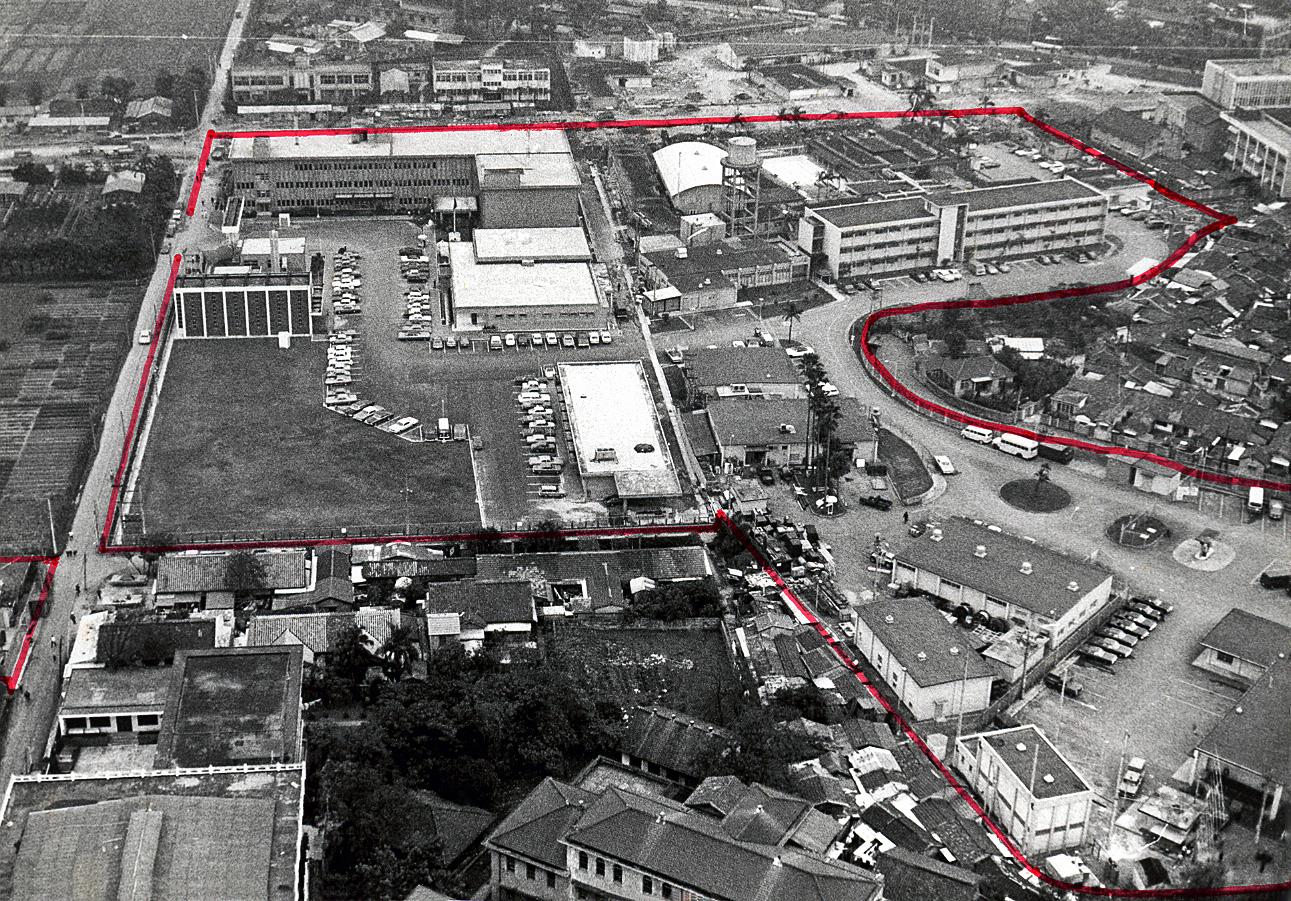
美國空軍第327航空師師部營區：台北通訊站（Taipei Air Station），即圖中紅線所框範圍，現址為國立臺灣大學管理學院。攝於1975年

### 韓戰爆發
1949年第二次国共内战後，国府迁台，美國政府發表中美關係白皮書宣布放棄中华民国政府。1950年6月25日，韓戰爆發。:656月27日，美國總統杜魯門宣佈第七艦隊協防台灣。:65美國遏止對台灣之任何攻擊，關係大為改善。:1807月，美國第七艦隊司令史樞波謁見蔣，商談加強雙方聯繫事宜。:658月，美國第十三航空隊駐台協防。:65中国人民解放军無暇渡海攻台，美國宣告台灣海峽中立化，協防台灣並物資援助台北的中華民國政府。
1951年2月，美國國務院顧問杜勒斯於東京訪中華民國駐日本代表團長何世禮，交換對日和約意見。:67雙方以換文方式成立「聯防互助協定」。:674月，美國國防部宣佈派遣軍事顧問團到台，蔡斯少將為團長。:675月1日，美軍顧問團成立。1952年5月，蔣接見美國太平洋司令雷德福上將，雷德福首次訪台，時美國已經將台灣、菲律賓之協防，劃歸其太平洋總部。:681953年6月，美援第一批噴射機抵達台灣。:741954年1月，蔣應美國第七艦隊司令蒲賴德邀請，登「胡蜂」號旗艦參觀軍事演習。:7612月3日，《中美共同防禦條約》在華盛頓正式簽字。:79
1955年1月1日，美國太平洋司令部在台北成立美軍協防台灣司令部，此時在台美軍5千餘人，隨行眷屬約4千人，皆享有外交豁免權。1月25日，美國空軍第五航空特遣隊（Air Task Force Five (Taiwan)）在台灣成立，負責台灣的日間防空任務，哈羅德·W·格蘭特（Harold W. Grant）准將擔任首任指揮官。4月，美軍第16戰鬥機隊自琉球調駐台灣。:81美國參謀首長聯席會議主席雷德福上將及國務院主管遠東事務助理國務卿勞勃森到台謁見蔣介石，商討有關中美共同防禦條約實施問題。:814月18日，中美軍事協調會議在台北開幕，4月26日結束，雙方互換議定書:594。4月26日:595，美國第七艦隊在台北設立「台灣聯絡中心」:81。4月28日，美25戰鬥機攔截中隊移駐台灣:595。6月，美國軍事援華顧問團團長蔡斯將軍退休，由史邁斯（George W. Smyth）少將繼任:81。6月13日，第五航空特遣隊（Air Task Force Five (Taiwan)）改編為第十三航空特遣隊（Air Task Force Thirteen (Provisional)）。11月，蔣接見美國太平洋司令史敦普上將，商談雙方軍事合作問題:83。1956年1月，蔣接見美國參謀長聯席會議主席雷福德上將及空軍部長鄺爾斯，就雙方軍事合作問題交換意見:84。5月，蔣對美軍顧問團官兵發表演說，强調欲協防台澎，必須防守金馬:85。1957年，一位驻台美军士兵枪杀国军少校，被美军军事法庭宣判无罪释放，引发五二四事件，数千群众冲入美國駐中華民國大使館，骚乱长达十小时。臺北衛戍總司令部緊急宣布臺北市及陽明山進入戒嚴狀態，晚上實施宵禁，在清场过程中，造成3人死亡，38人受伤，111人遭到逮捕。

### 八二三砲戰
1958年八二三砲戰期間，美軍在台海地區集中第七艦隊及從地中海調來部分第六艦隊，共航空母艦7艘、重巡洋艦3艘、驅逐艦40艘，美國空軍第46巡邏航空隊、第83戰鬥攔截機中隊、第一海軍陸戰航空隊進駐台灣，美國空軍直接接管了台澎地區的空防任務，並且在台南空軍基地部署Mk 7核彈，也在清泉崗空軍基地與台南空軍基地部署搭載核彈頭的MGM-1鬥牛士飛彈，美國海軍陸戰隊3,800人在台灣南部登陸，9月6日起，美國空軍駐台的第十三航空特遣隊（Air Task Force Thirteen (Provisional)）與中華民國空軍達成協議，開始承擔台灣的夜間防空任務。
五二四事件後，1965年8月31日中華民國外交部部長沈昌煥及美國駐華大使館代理館長高立夫（Ralph N. Clough）在台北賓館簽署《美軍在華地位協定》，規範美軍在台司法適用管轄範圍。1965年越戰全面爆發後，駐台美軍人數有所上升，最高峰期約在1968年-1970年間。
1966年2月8日，第十三航空特遣隊（Air Task Force Thirteen (Provisional)），於台北通訊站（Taipei Air Station）重新編成為第327航空師（327th Air Division）。

### 中華民國與美國斷交前
隨著聯合國大會2758號決議通過及美國對華政策的轉變，駐台美軍人數逐漸減少，隨後華府、北京在1972年的《上海公報》中更明確指出美國將從台灣撤出所有部隊和軍事設施。1973年4月駐越美軍撤離越南後，駐台美軍人數約降為10,000人。1973年7月，美國太平洋空軍宣布從台灣撤出美國空軍第374戰術空運聯隊的C-130運輸機共65架及3,000名飛行員、地勤人員。
1974年6月時，美國在東亞地區的軍事力量由越戰時期的86萬多人驟減為16.4萬人（分別為：日本5.8萬、韓國4.0萬、泰國3.1萬、菲律賓1.7萬、台灣0.6萬，海上2萬）。
1974年6月10日，美軍協防司令部參謀長威廉斯（David O. Williams Jr.）空軍准將
制定了駐台美軍到1976年5月2日的第二階段縮編計劃，目標是將所有作戰單位撤出台灣，僅留下通訊及後勤支援單位。
1974年7月31日，美國空軍第405戰鬥機聯隊及Mk 7核彈撤出台南空軍基地，台南空軍基地於1974年底逐步由工作狀態降為看守狀態 。1974年底時，駐台美軍只剩5千8百人。
1975年3月26日駐金門馬祖的美軍顧問小組撤出。4月10日，駐清泉崗基地的美國空軍第18聯隊44戰機中隊總共24架的F-4幽靈II戰鬥機和450名地勤人員撤回沖繩嘉手納基地（Kadena AFB)。。5月31日，美軍從台中清泉崗空軍基地撤出最後一支戰鬥機部隊：美國空軍第18聯隊的67戰機中隊共24架EF-4C戰鬥機，是屬野鼬機種，分別撤往菲律賓克拉克空軍基地（Clark AB）及沖繩嘉手納基地（Kadena AFB)  ，清泉崗基地也自6月1日起由工作狀態降為看守狀態，同時，駐澎湖拱北山雷達站及馬公空軍基地及的美軍撤出。同年6月9日，美國國防部終止了P-3反潛巡邏機由台南起飛的相關軍事活動，與P-3相關的行動支援人員也於年底撤離。
至1975年7月31日，駐台美軍人數降至3,198人，分別為空軍1,684人、陸軍519人、海軍450人、協防司令部283人、美國國防部及中央情報局文職人員79人、美軍顧問團155人，美國駐中華民國大使館28人〔含使館衛兵及武官處；時任首席武官為狄瑞克（Jacques K. Tetrick）空軍上校〕。主要部署位置如下：大台北地區1,500人、樹林口電監站814人、台中縣及清泉崗空軍基地517人、台南空軍基地120人、高雄海軍左營基地68人、其他五個駐處91人。
1976年1月7日，隨著負責台灣空防的第327航空師（327th Air Division）解散，台北通訊站（Taipei Air Station）於3月2日關閉，1977年4月，駐台美軍人數降至1,400人，截至1977年底（12月31日）的規模則為1,200人，包含軍職人員949人和其餘文職人員。
1978年9月30日（會計年度末日）為止，駐台美軍人數為753人，按軍種人數排名分別為空軍357人、海軍209人、陸軍176人及海軍陸戰隊11人。
11月7日，美軍協防台灣司令部發言人保羅·W·漢利（Lt. Cmdr. Paul W. Hanley）海軍少校對媒體表示：「他無法預測縮編將以何種速度繼續進行」，但表示他堅持先前的說法，即“目前所有駐台人員未來都將繼續削減” 。
12月16日美國與中華人民共和國建立外交關係。1979年1月時，美軍在台剩餘的主要單位為：美軍總部營區（Headquarters Support Activity, Taipei (HSA)）、陸軍通訊司令部（United States Army Communications Command - Taiwan (USACC)）、第6217空軍基地中隊（6217th Air Base Squadron）。美國國務院駐中華民國大使館於該年2月28日正式閉館，而美國國防部所屬美軍由於共同防禦條約尚未到期暫時駐留台灣。同年4月，美軍協防司令部和顧問團撤銷，最後一任協防司令林德少將於4月28日離台，最後一名美軍在1979年5月3日離台，美軍結束在台灣的正式活動。1980年1月1日，《中美共同防禦條約》終止。

### 1979年後美軍在臺活動
1979年中華民國與美國斷交後，美軍名義上結束在台駐軍編制。然而台灣關係法仍規範美國政府，需要對台進行非官方協助以確保地區和平，故派員赴台活動改以專案型式繼續，如2001年「地面戰力評估」及2003年「陸威專案」等名義，固定會派遣幾批軍人赴台交流。根據日本《讀賣新聞》報導，每年美軍派遣2000至3000人赴台軍事交流、培訓國軍、教導如何使用武器等。
「陸威專案」自2021年起提升，證實該專案將進一步派員輪駐輔訓國軍特戰部隊，台灣方面也會強化對美交流。
2021年10月7日，《華爾街日報》引述美國官員表示，美国海军陆战队在台灣進行訓練突擊艇滲透等訓練科目，特種部隊與支援部隊也長期在台灣對特種部隊和普通部隊進行訓練，美軍和中華民國國軍的聯合行動至少已經有1年，並有外派中華民國海軍陸戰隊隊員至關島海軍陸戰隊基地和美國海軍陸戰隊進行聯合訓練。《经济学人》於次日進一步披露，截至6月30日，有23名陸戰隊員、2名海軍以及5名空軍人員長期駐紮台灣，但對此訊息白宮與中華民國國防部則均拒絕評論。英國媒體則提出，美軍有人員在台灣早已不是秘密，美國對台軍售多年，長期有美國國防部官員訪台和美國派駐辦事處的武官，重點在於此次消息釋出的時間敏感值得注意。
2021年10月26日，中華民國總統蔡英文接受《CNN》專訪時首度證實目前有美軍在台灣，但「人數沒有外界想像的多」，同時強調「對美國協防台灣有信心」。28日中華民國國防部部長邱國正回應質詢時指不知道媒體為何會這樣取標題，表示美軍「會有幾個人」來台與國軍作協訓，美方訓練員在台灣住宿屬於常態交流範疇，強調目前絕對沒有美軍的部隊駐守。
2021年美国国防部國防人力數據中心發布「所在國報告」（Location Country Report）資料指出，派中華民國地區的現役有美軍軍籍者，人數截至該年9月30日時已有進一步增加，從當年6月的30名增加到39名。其中包括現役29名陸戰隊、5名空軍、3名海軍和2名陸軍官兵，另有15名文職人員。《外交政策》亦在該年11月18日引述此份報告。
2023年，美方建議將部分美軍名下的物資彈藥等轉移於台灣「儲存」的計畫，但由於無法正式派遣美軍來，儲存安全方面可能需由國軍處理，引起一陣騷動。对此中華民國國防部部長邱國正3月表示：「有些情勢是共軍正在等待師出有名，台灣會審慎應對，不會讓開啟戰端的機會出現，但也不會一直隱忍。」4月，中華民國國防部在向立法院外交及國防委員會的簡報中證實美軍已派出200多名教官，月前美防長也在國會透露在台活動，這些人以各州國民警衛隊成員為主，穿著便服進駐國軍各單位協助訓練。

## 單位
以下列出美軍曾駐台灣的主要單位。
- 美軍顧問團（簡稱），為美軍派駐在台灣地區以訓練中華民國國軍的軍事顧問團，成立於1951年，1979年裁撤，是台灣歷史最悠久的美軍單位[45]。
- 美軍協灣司令部（簡稱），曾為美軍太平洋司令部下轄單位，負責協助台灣的軍事防衛任務，並負責指揮管制美軍駐台的各單位，於1979年4月25日撤廢。
- 第327航空師：負責指揮美國太平洋空軍在台所有部隊及單位，隸屬於當時駐菲律賓克拉克空軍基地的第十三航空隊。設施包括了台北公館的師部─台北通訊站及台中清泉崗空軍基地、台南空軍基地、嘉義空軍基地等。

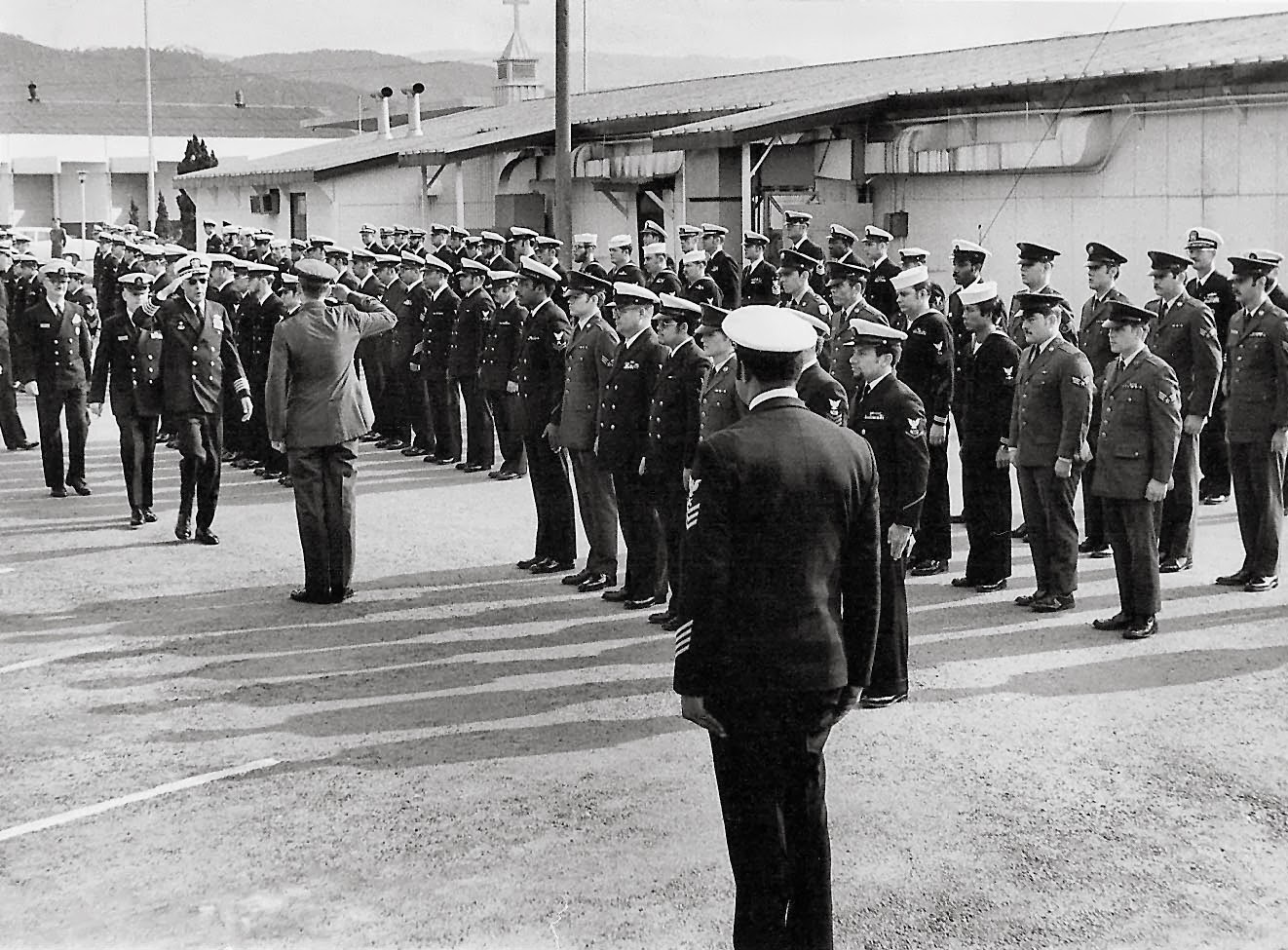
台北美軍總部勤管司令部（Headquarters Support Activity, Taipei；HSA）指揮官杰羅姆·格勞斯（Jerome Grause）海軍上校進行服儀檢查，攝於1976年1月

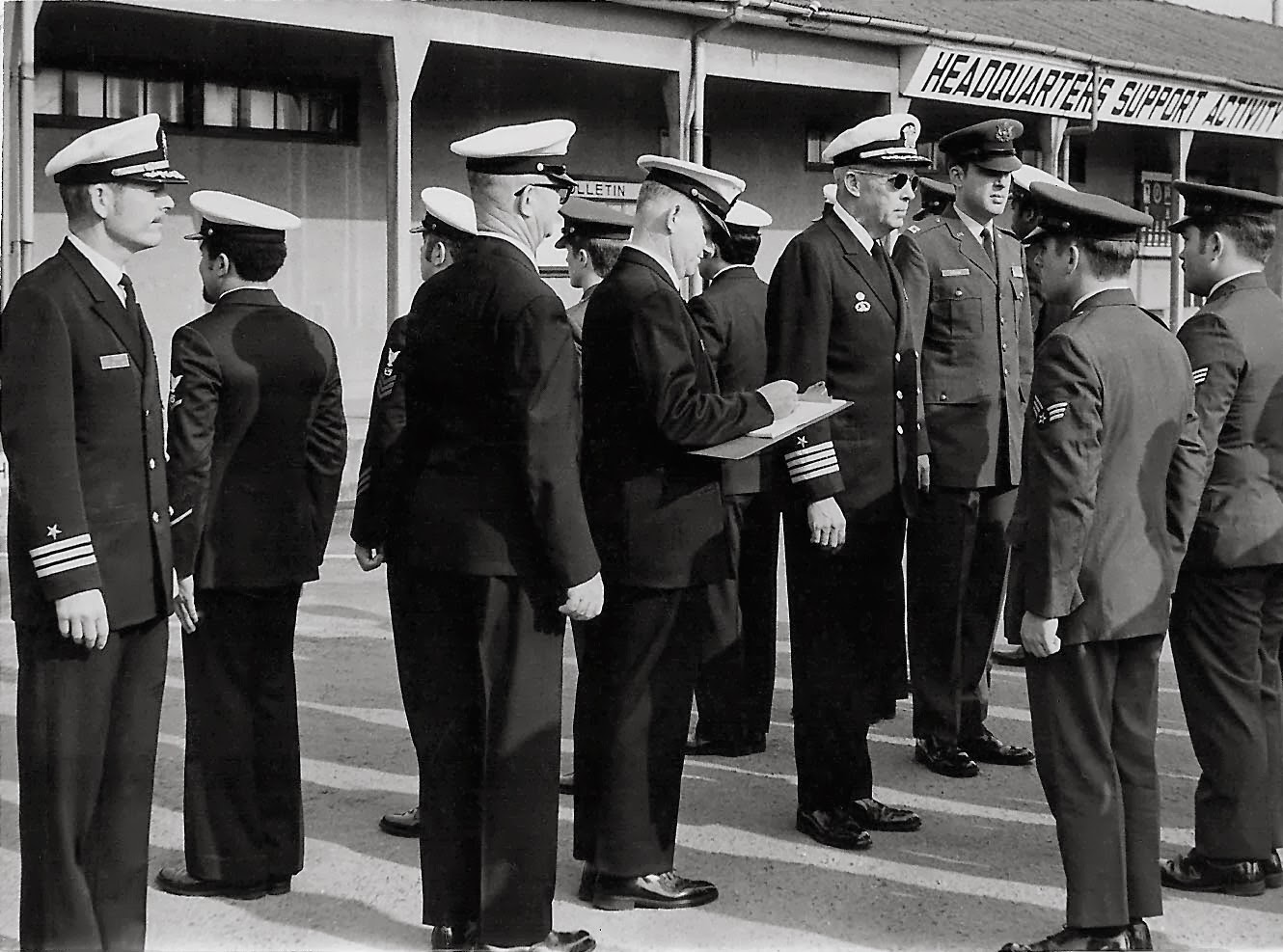
台北美軍總部勤管司令部（Headquarters Support Activity, Taipei；HSA）指揮官杰羅姆·格勞斯（Jerome Grause）上校進行服儀檢查，攝於1976年1月

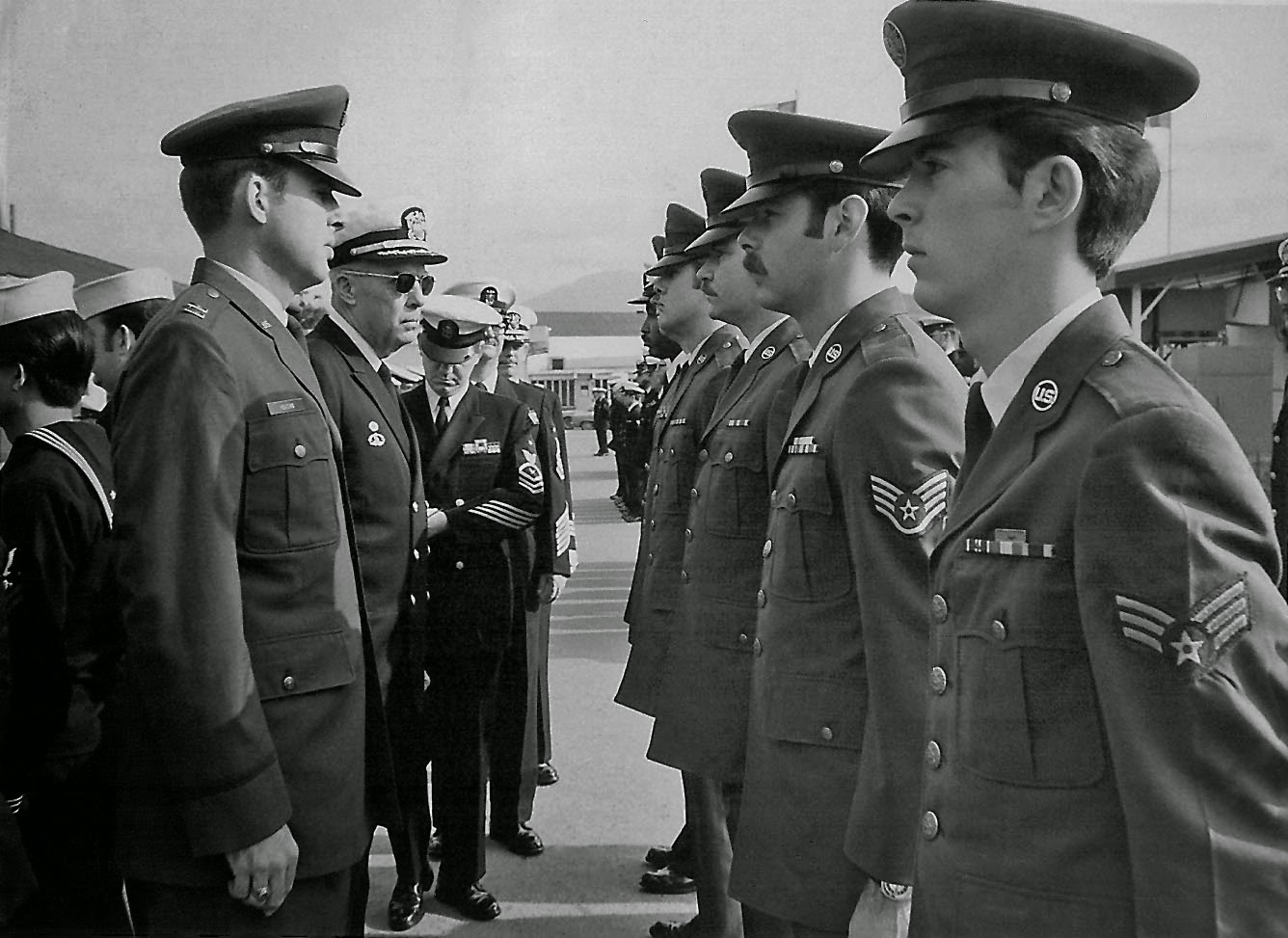
台北美軍總部勤管司令部（Headquarters Support Activity, Taipei；HSA）指揮官杰羅姆·格勞斯（Jerome Grause）上校（左二）進行服儀檢查，後方做筆記的為一位海軍士官長（Command senior chief petty officer），攝於1976年1月

- 台北美軍總部勤管司令部（[46]，縮寫），常稱作「海軍供應處」，美國海軍單位，但也有派駐少部分空軍人員，是美國太平洋艦隊勤務部隊（Commander Service Force, US Pacific Fleet）的下屬司令部，提供美軍在台各部門、各基地的行政、後勤支援任務與在台美僑服務、處理美軍官兵來台報到事項。在清泉崗空軍基地及左營海軍基地設有分部。

- 美國駐台陸軍（United States Army Forces Taiwan，縮寫），人員主要由美國太平洋陸軍司令部（United States Army Pacific）派遣，司令官兼任美軍顧問團團長及美軍協防防台灣司令部的陸軍顧問組組長。
- 美國陸軍第71防空炮兵團（英语：71st Air Defense Artillery Regiment），團長為上校編制，下轄共3個飛彈營，配備勝利女神-力士飛彈，駐於台北淡水、三芝及桃園楊梅地區。
- 美國戰略司令部台灣信號支援局（USSTRATCOM Signal Support Agency, Taiwan）
- 第6987保安大隊（6987th security group），是美國空軍安全勤務處（英语：United States Air Force Security Service）轄下的軍事情報部門，1963年7月以前稱作第6987電信中隊（6987th Radio Squadron Mobile，RSM）[47]。駐地在樹林口通訊站[48]，是台灣唯一不受第327航空師管轄的美國空軍單位，1955年2月16日成立，1977年4月1日解編。
- 美國陸軍台灣物資局（US Army Taiwan Material Agency）
- 美國海軍第二醫學研究所（US Naval Medical Research Unit No. 2）
- 美國海軍第七艦隊分遣隊（7th Fleet Detachment）
- 美國空軍第18聯隊（英语：18th Wing）的44戰機中隊（英语：44th Fighter Squadron）及67戰機中隊（英语：67th Fighter Squadron），曾經在1972年11月6日至1975年5月31日，於沖繩的嘉手納基地派遣F-4幽靈II戰鬥機部署於清泉崗基地，也在台南空軍基地設有一個分隊。
- 美國陸軍第82空降師在1958年八二三砲戰期間曾經派了一個營級單位（約800-1,000人）駐台，在1960年代初局勢緩和後才撤出台灣。
- 美國空軍第314部隊運輸機聯隊（英语：314th Troop Carrier Wing）在1966年2月到1971年5月派駐至台中清泉崗空軍基地，配有C-130運輸機及C-123運輸機。
- 美國空軍374空運聯隊（英语：374th Airlift Wing）在1971年5月31日至1973年11月18日於清泉崗空軍基地、台南空軍基地部署共65架的C-130運輸機。
- 美國空軍第405戰鬥機聯隊（英语：405th Fighter Wing）曾在1965年11月到1967年8月派遣配備F-100D超級軍刀戰鬥機的510戰術中隊（英语：510th Fighter Squadron）下屬單位進駐台南空軍基地，後於1966年3月12日派遣美國空軍第523戰鬥機中隊（英语：523d Fighter Squadron）的一個F-4幽靈II戰鬥機的分遣隊部署於清泉崗空軍基地，後於1973年8月31日撤回菲律賓克拉克空軍基地。

## 設施及駐點
以下設施、駐點的所在地行政區名、及地名英文名稱，以美軍在台時期（1980年代以前）為準，可能與今天有所不同。
| 分區      | 設施名稱                      | 用途 | 所在地                                                                         |  |
| --------- | ----------------------------- | --- | ------------------------------------------------------------------------------ |  |
| 台北 地區 | 海軍輔助通信營區              | 駐台美軍顧問團（）總部 | 台北市信義路 （現址為台北市大安高工）                                          |  |
| 台北 地區 | 海軍輔助通信營區              | 中央情報局台北站 | 台北市信義路 （現址為台北市大安高工）                                          |  |
| 台北 地區 | 美軍總部勤管司令部東營區      | 美軍協防台灣司令部（）總部 | 台北市圓山 （現址為台北市立美術館、中山美術公園）、台北松山機場                |  |
| 台北 地區 | 美軍總部勤管司令部東營區      | 美國陸軍戰略司令部台灣信號支援局（USSTRATCOM）總部 | 台北市圓山 （現址為台北市立美術館、中山美術公園）、台北松山機場                |  |
| 台北 地區 | 美軍總部勤管司令部東營區      | 台北海軍航空站（Taipei Navy Air Station） 劇院、運動場、郵局 美國海軍超市（Navy Commissary） 美國海軍販賣部（Navy Exchange） 六三俱樂部 台北美軍招待所 憲兵隊 | 台北市圓山 （現址為台北市立美術館、中山美術公園）、台北松山機場                |  |
| 台北 地區 | 美軍總部勤管司令部西營區      | 行政大樓、出納處、衛生中心 | 台北市圓山 （現址為花博公園爭艷館）                                            |  |
| 台北 地區 | 台北通訊站                    | 美國空軍電信監聽所 | 台北市公館 （現址為台灣大學管理學院）                                          |  |
| 台北 地區 | 台北通訊站                    | 第327航空師師部 | 台北市公館 （現址為台灣大學管理學院）                                          |  |
| 台北 地區 | 美國海軍第二醫學研究所        | 醫學研究中心 | 台北市台大醫院                                                                 |  |
| 台北 地區 | 美國海軍醫院                  | 醫學中心 | 台北市天母 （現為台北榮總東院區）                                              |  |
| 台北 地區 | 陽明山美軍宿舍群              | 軍官及眷屬宿舍 | 台北市陽明山                                                                   |  |
| 台北 地區 | 陽明山美軍宿舍群              | 駐台美軍廣播電台（Armed Forces Network Taiwan）台址 | 台北市陽明山                                                                   |  |
| 台北 地區 | 樹林口通訊站                  | 6987憲兵保安大隊（6987th security group）駐地 | 台北縣林口台地（今新北市林口區）                                               |  |
| 台北 地區 | 樹林口通訊站                  | 電信監聽站、情報基地 | 台北縣林口台地（今新北市林口區）                                               |  |
|           |                               | |                                                                                |  |
| 桃園 地區 | 龍潭基地                      | 美軍顧問團北部顧問（MAAG Northern Advisory） | 桃園縣龍潭鄉（今桃園市龍潭區）                                                 |  |
| 桃園 地區 | 龍潭基地                      | 特種部隊顧問分組（Special Forces Section） | 桃園縣龍潭鄉（今桃園市龍潭區）                                                 |  |
| 桃園 地區 | 桃園空軍基地                  | 83戰鬥攔截機中隊（）在台駐地（1958年） | 桃園縣大園鄉（今桃園市大園區）                                                 |  |
|           |                               | |                                                                                |  |
| 新竹 地區 | 新竹空軍基地                  | 1131特別行動中隊（1131st Special Activities Squardron）駐地 | 新竹市                                                                         |  |
| 新竹 地區 | 美軍顧問團軍官營區            | 軍官及眷屬宿舍、籃球場、網球場等運動場地、游泳池、俱樂部 | 新竹市光復路                                                                   |  |
|           |                               | |                                                                                |  |
| 台中 地區 | 清泉崗空軍基地                | 美軍顧問團中部顧問分組（MAAG Central Advisory Section） | 台中縣沙鹿鎮、大雅鄉、神岡鄉、清水鎮（今台中市沙鹿區、大雅區、神岡區、清水區） |  |
| 台中 地區 | 清泉崗空軍基地                | 第479戰鬥機戰術聯隊 314部隊運輸機聯隊 第18戰術戰鬥機聯隊 第374戰術空運聯隊 第4220空中加油中隊（4220 Air Refueling Squadron） 第6217戰鬥支援大隊（6217th Combat Support Group） 第6217空軍保安憲兵中隊（6217th Security Police Squadron）駐地 | 台中縣沙鹿鎮、大雅鄉、神岡鄉、清水鎮（今台中市沙鹿區、大雅區、神岡區、清水區） |  |
| 台中 地區 | 美軍顧問團軍官營區            | 軍官及眷屬宿舍、籃球場、網球場等運動場地、游泳池、俱樂部 | 台中市西區土庫 （美村路、國立台灣美術館附近）                                  |  |
| 台中 地區 | 美軍總部勤管司令部第3分處營區 | 地區後勤單位辦事處（Area Office Compound）、美軍顧問團電信交換局、美軍憲兵隊、劇院、加油站、運動場、郵局、商店 | 台中市東區干城                                                                 |  |
|           |                               | |                                                                                |  |
| 嘉義 地區 | 嘉義空軍基地                  | 第16戰鬥攔截機中隊 第67戰鬥轟炸機中隊 6215支援中隊（6215th Support Squadron）駐地 | 嘉義縣水上鄉、嘉義市                                                           |  |
|           |                               | |                                                                                |  |
| 台南 地區 | 台南空軍基地                  | 第868戰術導彈中隊 第405空中遠征聯隊 第510戰術戰鬥機中隊 第6214戰鬥支援大隊（6214th Combat Support Group） 6213航空基地中隊（6213th Air Base Squadron）駐地 | 台南市                                                                         |  |
| 台南 地區 | 台南空軍基地                  | 美國海軍航空兵支隊（Naval Air Detachment） | 台南市                                                                         |  |
|           |                               | |                                                                                |  |
| 高雄 地區 | 左營海軍基地                  | 美國海軍第七艦隊分遣隊（7th Fleet Detachment）駐地 | 高雄市左營區                                                                   |  |
| 高雄 地區 | 左營海軍基地                  | 左營美軍顧問團營區（MAAG Compound） | 高雄市左營區                                                                   |  |
|           |                               | |                                                                                |  |
| 花蓮 地區 | 美軍顧問團休閒度假中心        | 軍官休閒度假中心 | 花蓮縣花蓮市（現址為花蓮縣歷史建築松園別館）                                   |  |
|           |                               | |                                                                                |  |
| 外島 地區 | 美軍顧問團金門營區            | 金門防衛司令部美軍顧問組（Kinmen Defense Command Advisory Team）駐地 | 金門縣                                                                         |  |

## 歷年人數

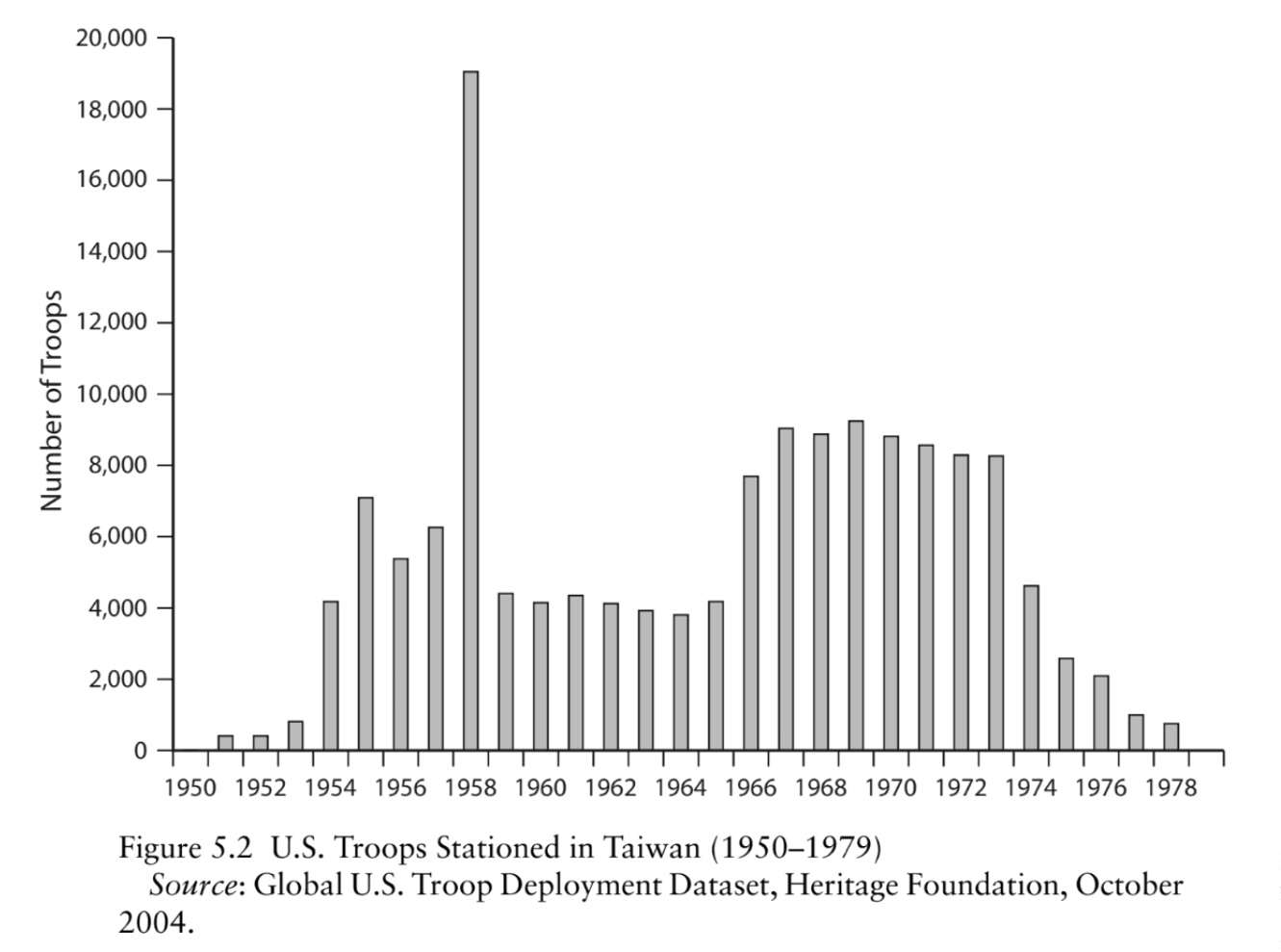
駐台美軍歷年人數列表（1950年-1979年）

1950年至1979年
每年會計年度末日統計：
| 年份 | 人數   | 備註                                                                |
| ---- | ------ | ------------------------------------------------------------------- |
| 1950 | 11     | 韓戰爆發                                                            |
| 1951 | 411    |                                                                     |
| 1952 | 411    |                                                                     |
| 1953 | 811    | 艾森豪總統上任、朝鮮停戰                                            |
| 1954 | 4,174  | 中美共同防禦條約簽訂                                                |
| 1955 | 7,093  |                                                                     |
| 1956 | 5,379  |                                                                     |
| 1957 | 6,261  |                                                                     |
| 1958 | 19,044 | 八二三砲戰爆發                                                      |
| 1959 | 4,402  |                                                                     |
| 1960 | 4,147  |                                                                     |
| 1961 | 4,349  | 甘迺迪總統上任                                                      |
| 1962 | 4,121  |                                                                     |
| 1963 | 3,923  | 詹森總統上任                                                        |
| 1964 | 3,802  |                                                                     |
| 1965 | 4,175  |                                                                     |
| 1966 | 7,689  | 越戰爆發                                                            |
| 1967 | 9,038  |                                                                     |
| 1968 | 8,874  |                                                                     |
| 1969 | 9,243  | 尼克森總統上任                                                      |
| 1970 | 8,813  |                                                                     |
| 1971 | 8,565  | 聯合國大會第2758號決議通過                                          |
| 1972 | 8,289  | 上海公報簽訂                                                        |
| 1973 | 8,267  | 巴黎和平協約簽訂，駐越美軍作戰部隊撤軍                              |
| 1974 | 4,619  | 福特總統上任                                                        |
| 1975 | 2,584  |                                                                     |
| 1976 | 2,090  |                                                                     |
| 1977 | 995    | 卡特總統上任                                                        |
| 1978 | 753    |                                                                     |
| 1979 | 0      | 中華民國與美國斷交                                                  |
| 2025 | 500    | 美國海軍退役少將蒙哥馬利在美國國會聽證會首度證實美軍駐台人數為500人 |